# Receptor cannabinoide de tipo 2
El receptor cannabinoide de tipo 2, comúnmente abreviado CB2, es un receptor cannabinoide heterotrímero localizado principalmente en los Nodos linfáticos. Es activado por los cannabinoides. Su activación tiene numerosas implicaciones en el Sistema inmune, y su bloqueo como tratamiento para la osteoporosis. Aunque se está debatiendo mucho al respecto y algunos digan que es uno de los factores que alteran la cognición y el humor, parece ser que no se ha demostrado que sea responsable de los efectos psicoactivos del cannabis y derivados. [cita requerida]
Es uno de los dos principales receptores cannabinoides, junto al Receptor cannabinoide de tipo 1, pertenece a la familia de los Receptores semejantes a Rodopsina, de la superfamilia de los Receptores acoplados a proteínas G (se unen a las proteínas G mediante nucleótidos de guanina). Inhiben la adenilato citasa de manera sensitiva a la toxina de tos ferina, dependiente a una dosis y estereoselectiva.
Los receptores cannabinoides fueron identificados y han sido clonados desde 1990.

## Receptores cannabinoides
CB1  y CB2 son los receptores más destacables entre los cannabinoides (también se consideran posibles receptores cannabinoides GPR18, GPR55 o GPR119). Los receptores cannabinoides pueden ser introducidos o generados en el propio organismo, sin necesidad de ser importados de un medio externo (como sería en el caso de los endocannabinoides). Ambas proteínas (los receptores CB1 y CB2) son altamente homólogas y pertenecen a la familia de Receptores 7-TM o acoplados a proteínas G (son proteínas transmembranales, también llamadas integrales) que tienen 7 receptores acoplados a dicha proteína G, que se unen y son activados por endocannabinoides.
El CB2 es también conocido como “receptor cannabinoide periférico”. Estos receptores se encuentran principalmente en las células del sistema inmune. La función de estos receptores incluye el control de la liberación de citoquinas y el desplazamiento o migración de las células que forman parte del sistema inmune. Mientras que CNR1 se expresa mayormente en las neuronas periféricas y en el cerebro mediante células de Hortega, vasos sanguíneos y algunas neuronas, siendo de este modo responsable de las acciones psicotrópicas de los cannabinoides, CNR2 se expresará sobre todo en el sistema inmune y en células hepatopoyéticas (de la sangre; es decir, glóbulos rojos o eritrocitos, glóbulos blancos o leucocitos y plaquetas o trombocitos), estando prácticamente ausente en el cerebro. El receptor CB2 está codificado por el gen CNR2 en 1p36 y el CB1 por el gen CNR1 en el cromosoma humano 6q15.

## Funciones inmunológicas y control del dolor neuropático
Este receptor se encuentra principalmente expresado en diferentes tipos de leucocitos y por ello son varias sus funciones inmunológicas. En general este receptor induce a una respuesta antiinflamatoria. Debido a que sus antagonistas inducen la respuesta contraria (algunos de ellos son el Δ9-THC, CP55940 o el WIN55212-2, que estimulan el crecimiento de las células B de las amígdalas). Entre todos regulan la respuesta inflamatoria. Hay varios factores que le proporcionan esta capacidad antiinflamatoria, y uno de ellos es la capacidad para inhibir la adenilato ciclasa. Así, el CB2 actúa de diferentes formas: es un inmunosupresivo que ralentiza o incluso inhibe la formación de esplenocitos y macrófagos, pudiendo también inducir la apoptosis. También participa en la diferenciación entre linfocitos B y linfocitos T, así como en el control de la liberación de citoquinas. Además se ha demostrado que suprime la migración de neutrófilos, aunque favorece la de células NK (del inglés "natural killer").
Unas de las células más relacionadas con el CB2 son los macrófagos. No solo funcionalmente (pues inhiben la fagocitosis, la actividad bactericida o el movimiento ameboide de los macrófagos), sino que también intervienen en el desarrollo de estos. Así, los macrófagos sufren un proceso de maduración que va desde “resting” , pasando por “primed” y otros distintos niveles de actividad hasta llegar a “fully". Se ha comprobado que el CB2 no se encuentra en células de la fase “resting” pero sí en células “primed” o “fully” (aunque en estas últimas los niveles disminuyen). Estas observaciones sugieren que la estabilidad o equilibrio de los niveles de CB2 es una función de los macrófagos, y que además estas células tienen una participación relevante en la expresión de los CB2.
Además, son varios los estudios que demuestran el crucial papel del CB2 en el control del desarrollo del dolor neuropático a través de un mecanismo relacionado con la activación glial. La hiperalgesia y la alodinia se potenciaron en ratones con un mayor número de receptores CB2, es decir, el dolor aumentaba considerablemente. Por otro lado, sí que se observó una menor manifestación del dolor después de una lesión nerviosa de ratones que sobreexpresaban los CB2. Así, la sobreexpresión (en este caso se daba en células microgliales y neuronas) quedaba anulada por la lesión.

## Localización
Estos receptores se encuentran en:
- Nodos linfáticos (70,86%)
- Médula ósea (9,2%)
- Tejidos sin caracterizar (7,87%)
- Mixto (7,76%)
- Hígado (2,36%)
- Placenta (1,96%)

## Ligandos
El receptor cannabinoide de tipo 2 está codificado en el gen CNR2, 1p36.11,  del cromosoma 1. El ligando agonista principal es el 2-araquidonilglicerol. Otros ligandos competitivos son los demás endógenos: anandamida, éter noladin, Virodamina y N-Araquidonoil dopamina.
Como ligandos antagonistas e inversos agonistas, sintetizados muy recientemente, destacan:
1. AM-630
2. BML-190
3. JTE-907
4. SR-144, 528

## Activación del CB2: Aplicaciones clínicas[7]
Estímulos fisiológicos o patológicos inducen la síntesis y la liberación inmediata de los endocannabinoides que posteriormente pueden activar los receptores cannabinoides, lo que presenta grandes beneficios terapéuticos.
En los últimos años se ha considerado la aplicación terapéutica de estos compuestos desencadenando la desprohibición de su uso en ámbito medicinal, al demostrarse mediante diversos estudios clínicos su beneficio en distintas enfermedades como trastornos depresivos, dolor neuropático, esclerosis múltiple, lesión de la médula espinal, cáncer, arterosclerosis, infarto al miocardio, evento cerebrovascular, hipertensión, glaucoma, osteoporosis, obesidad o síndrome metabólico, en las que un sistema endocannabinoide desempeña un rol importante para intervenir farmacológicamente. Este sistema endocannabinoide actúa sobre un amplio abanico de enfermedades ya que interactúa con una gran variedad de otros sistemas endógenos, como por ejemplo, con los receptores serotoninérgicos, causando dicha interacción beneficios sobre la migraña. Los cannabinoides poseen altísimo efecto antiinflamatorio, superando por 20 veces el efecto de la aspirina y duplicando el de la hidrocortisona. Además de las propiedades antiinflamatorias presentan también predominantemente efectos inhibitorios sobre el crecimiento tumoral, migración angiogénesis, metástasis e inflamación. Recientes estudios sugieren que los agonistas de receptores cannabinoides expresados por las células tumorales pueden ofrecer una nueva estrategia para el tratamiento del cáncer, paliativo e incluso también curativo. Por esta razón los receptores cannabinoides han despertado gran interés por su aplicación clínica en esta área.
La activación del receptor cannabinoide 2 posee funciones inmunológicas en diversos tipos de dolores: Dolor agudo, crónico, neuropático, musculoesquelético (en artritis reumatoide y osteoartrosis), dolor por cáncer (efectos antitumorales) y dolor por esclerosis múltiple (aliviando dolor y espasticidad).
La activación del receptor cannabinoideo de tipo 1 (CB1) mediante cannabinoides puede resultar perjudicial para el ser humano, causando infartos tras el consumo, fibrilación auricular y ventricular además de sus efectos psicoactivos; ya sean euforia, somnolencia, descoordinación motora, alteraciones de la percepción temporal y espacial, desorientación, lapsos de memoria o confusión. Sin embargo, todos estos efectos son totalmente dependientes de la activación del receptor Cannabinoideo de tipo 1, por lo que se busca la síntesis de fármacos que evadan su activación y sean más selectivos hacia el receptor cannabinoideo de tipo 2 (CB2).

## Investigaciones
En investigaciones realizadas en el año 2005, ratas con una supresión o deleción intencionada del gen CNR1 mostraron un incremento en la masa ósea, mientras que aquellas a las que se les eliminó el gen CNR2, mostraron una reducción de masa ósea muy parecida a la pérdida de masa ósea característica de la osteoporosis. Los resultados de aquel estudio pusieron en manifiesto el efecto del cambio farmacológico de los receptores cannabinoideos en la masa ósea aunque los resultados de ambas prácticas fueran opuestos (la supresión de uno reducía la masa ósea, mientras que la del otro la aumentaba). 
La ateroesclerosis (la cual es también una enfermedad de aparición tardía) inversa e independientemente, está relacionada con la densidad ósea. Por ese motivo, es tentador para muchos especular que los polimorfismos CNR2 contribuyen a la etiología de ateroesclerosis y osteoporosis pudiendo de esa manera intentar explicar la relación entre ambas enfermedades.
Otra investigación llevada a cabo en el año 2010 por personal de la universidad barcelonesa Pompeu Fabra del Departamento de Ciencias Experimentales y de la Salud (CEXS), en conjunto con investigadores del Centro Animal de Biotecnología y terapia génica, demostró la importancia del receptor cannabinoide de tipo 2 (CB2) en el control del metabolismo glucídico.
Se pudo comprobar mediante ratones de laboratorio que tanto el receptor CB1 como el CB2 tenían efectos beneficiosos para el organismo, con la diferencia de que el CB1 presentaba efectos secundarios perjudiciales. Sin embargo, se comprobó que los ratones carentes del receptor CB2 sufrieron un aumento de peso y una mayor ingesta alimentaria. A su vez, a pesar de carecer del CB2, los ratones no desarrollaron resistencia a la insulina, sino que su sensibilidad hacia esta mejoró.
Según Rafael Maldonado, director del laboratorio de Farmacología del Departamento de Ciencias Experimentales y de la Salud de la universidad Pompeu Fabra, y principal investigador, estos descubrimientos dan lugar a que en un futuro se pueda tratar la obesidad y de la resistencia a la insulina asociada, desde la farmacología, con la modulación de la actividad del receptor cannabinoide de tipo 2.